# Jule Brand
Jule Brand (Germersheim, Alemania; 16 de octubre de 2002) es una futbolista profesional alemana. Juega como centrocampista o delantera en el OL Lyonnes de la Première Ligue de Francia. Es internacional con la selección de su país.

## Trayectoria

### Clubes
Jule Brand jugó por primera vez en los equipos masculinos FV 1920 Dudenhofen y JSG JFV Ganerb, antes de unirse a la sección juvenil del TSG 1899 Hoffenheim en 2018. Allí jugó primero en la sub-17 y luego con la sub-20 en la 2. Bundesliga Femenina. Después de 37 partidos en segunda división, pasó al primer equipo en 2020.
En febrero de 2022 Brand fue contratada por el VfL Wolfsburgo firmando un contrato hasta junio de 2025. Con las Lobas Brand ganó dos copas de Alemania y fue finalista de la Liga de Campeones 2022-23. Al finalizar la temporada 2024-25, el Wolfsburgo anunció que Brand dejaría el club tras el vencimiento de su contrato.
El 22 de mayo de 2025, el OL Lyonnes anunció la contratación de Brand hasta junio de 2028.

### Selección nacional
Brand debutó con la selección mayor de Alemania el 10 de abril de 2021 en un amistoso contra Australia, entrando como suplente en el minuto 60. Dos minutos más tarde, marcó su primer gol internacional cuando puso el marcador 3-0 a favor de las alemanas, tras lo cual asistió a Laura Freigang para el cuarto gol en el minuto 65. El partido terminó con una victoria de Alemania por 5-2.
En las eliminatorias europeas para la Copa Mundial 2023 Brand disputó los diez partidos del grupo H, siendo titular en la mitad de los mismos. En el encuentro contra Israel marcó dos goles en la victoria 7-0 y luego un gol contra Turquía en la goleada 8-0. La selección alemana finalizó en el primer lugar del grupo y se clasificó directamente a la Copa Mundial de Australia-Nueva Zelanda.
Brand fue convocada a la Eurocopa 2022, ingresando como suplente en los tres partidos de fase de grupos. En el partido de cuartos de final ingresó a los 83 minutos en la victoria contra Austria por 2-0. En la semifinal contra Francia y la final contra Inglaterra Brand fue parte de la formación inicial. La selección alemana perdió el partido decisivo frente al equipo inglés por 2-1 en tiempo extra.
En la Copa Mundial 2023 Brand fue titular en los tres partidos que Alemania disputó en la fase de grupos. El seleccionado terminó en el tercer lugar del grupo y no logró clasificar a los octavos de final. Brand fue convocada para la Eurocopa 2025 y formó parte de la alineación titular en todos los partidos de la primera fase. En el debut del torneo contra Polonia marcó un gol en la victoria de Alemania por 2 a 0. En el encuentro por la tercera fecha contra Suecia, Brand abrió el marcador del partido con un gol a los 7 minutos del primer tiempo. Sin embargo, el equipo sueco terminó venciendo al conjunto alemán con una goleada 4 a 1. La selección alemana venció por penales a Francia en los cuartos de final y perdió en tiempo extra 1-0 frente a España en semifinales.

## Estadísticas

### Clubes
| Club               | País     | Año       |
| ------------------ | -------- | --------- |
| 1899 Hoffenheim II | Alemania | 2018-2020 |
| 1899 Hoffenheim    | Alemania | 2020-2022 |
| VfL Wolfsburgo     | Alemania | 2022-2025 |
| OL Lyonnes         | Francia  | 2025-act. |

## Palmarés

### Campeonatos nacionales
| Título           | Club           | País     | Año     |
| ---------------- | -------------- | -------- | ------- |
| Copa de Alemania | VfL Wolfsburgo | Alemania | 2022-23 |
| Copa de Alemania | VfL Wolfsburgo | Alemania | 2023-24 |

### Títulos internacionales
| Título                    | Equipo   | Sede     | Año     |
| ------------------------- | -------- | -------- | ------- |
| Campeonato Europeo Sub-17 | Alemania | Bulgaria | 2018-19 |

### Distinciones individuales
| Distinción                                 | Año  |
| ------------------------------------------ | ---- |
| Golden Girl                                | 2022 |
| Parte del Equipo del Torneo de la Eurocopa | 2025 |